# マレー語

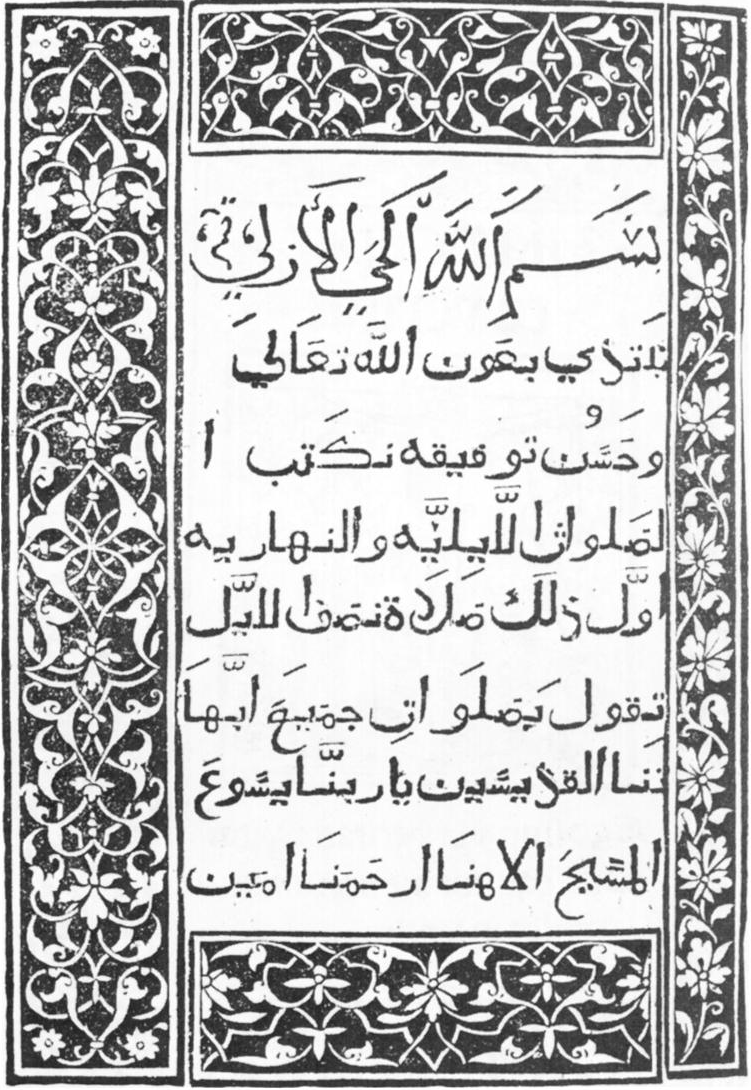
マレー語の書物（1514年）

英語読みでマレー語（マレーご、Malay）また原語読みならばムラユ語（ムラユご、Bahasa Melayu、ジャウィ文字：بهاس ملايو、バハサ・ムラユ）は、東南アジアのマレー半島周辺地域で話されるオーストロネシア語族の主要な言語である。広義にはマレーシア語、インドネシア語等を含む（詳細は後述）。

## 概略
マレー語（原語Melayuは「ムラユ」に近い音）は、オーストロネシア語族・西オーストロネシア語派に属する言語である。マレーシア、シンガポールとブルネイの国語・公用語（マレー語、bahasa Melayu）、インドネシアの国語や東ティモールの作業語（インドネシア語、Bahasa Indonesia）は、言語学的には同一言語の方言として位置づけられ、タイ南部のマレー系イスラム教徒の話すジャウィ(ヤーウィー)語（ภาษายาวี、بهاس جاوي ）ほか、文法・語彙に共通点のある30以上の諸言語もそれに含まれる。

## 言語名
「マレー語」という言語名には、マレー諸島で話される言語という広義の用法とその中でマレーシア、ブルネイ、シンガポールの国語・公用語であるものを指す狭義の用法の2つの用法がある。前者のうちインドネシアの国語であるものは「インドネシア語」という名称が付けられた。マレーシアでは、1963年の連邦成立後「マレーシア語」という用語が登場し「マレー語」と併存していたが、1986年に連邦憲法152条での名称に合わせて「マレー語」に統一された。その後2007年に政府が国民統合の手段として「マレーシア語」という名称を復活させるものの、2015年にアブドゥッラー・ハッサンとザイナブ・アビディン・ボルハンを代表者とする請願書の中で「マレーシア語」という名称の不使用が要求された。ニッ・サフィア・カリムやアワン・サリヤンなどの言語学者も名称の変更に反対の立場を示している。
インドネシアで「マレー語」は、マレー人の話す地域言語という意味でもっぱら用いられる。さらに、スマトラ島中東部やリアウ諸島、ボルネオ島の一部では、言語学上の「マレー語」の意味で、「インドネシア語」（Bahasa Indonesia）と呼んでいる。マレー語版ウィキペディア（ms）は、インドネシア語版ウィキペディア（id）が独立しているため、インドネシア語を除いた意味でのマレー語で執筆されている。

## 文字
通常、マレー語はラテン文字26文字で表記される。ただしこれはイギリス植民地時代からの伝統であり、それ以前はアラビア文字を元に作られたジャウィ文字が使われていた。イスラム伝来以前には、グランタ文字、カウィ文字、レンコン文字等のインドのブラーフミー文字から派生した文字が使われていたという。
今でも、ジャウィ語でジャウィ文字が専用されるほか、マレーシア国内のイスラム教徒からもジャウィ文字の存続を求める声があり、学校教育の場ではその学習が続けられている。ブルネイでは、ラテン文字とジャウィ文字がともに正書法として制定されている。インドネシア語ではラテン文字のみが使用される。
この記事ではラテン文字を使用する。インドネシア語との比較は以下のとおり。
| 文字 | インドネシア語の名称 | マレー語の名称 |
| ---- | -------------------- | -------------- |
| Aa   | a                    | e              |
| Bb   | be                   | bi             |
| Cc   | ce                   | si             |
| Dd   | de                   | di             |
| Ee   | e                    | i              |
| Ff   | ef                   | ef             |
| Gg   | ge                   | ji             |
| Hh   | ha                   | hec            |
| Ii   | i                    | ai             |
| Jj   | je                   | je             |
| Kk   | ka                   | ke             |
| Ll   | el                   | el             |
| Mm   | em                   | em             |
| Nn   | en                   | en             |
| Oo   | o                    | o              |
| Pp   | pe                   | pi             |
| Qq   | ki                   | kiu            |
| Rr   | er                   | ar             |
| Ss   | es                   | es             |
| Tt   | te                   | ti             |
| Uu   | u                    | yu             |
| Vv   | ve                   | vi             |
| Ww   | we                   | dabel yu       |
| Xx   | eks                  | eks            |
| Yy   | ye                   | wai            |
| Zz   | zet                  | zed            |

## 発音
マレー語の発音は、日本語と同様の子音・母音が多く子音の連続が少ない。

### 子音
標準日本語の話者が注意すべき発音は、
- ny /ɲ/
- ng /ŋ/
- 語尾のkまたはアポストロフィ' /ʔ/
- c /tʃ/
- j /dʒ/
- sy /ʃ/
- kh /x/
- y /j/

綴り上の語末、または子音直前のrは発音されず欠落する（cf. tidur [tido]）。また語末のt,p,k,dなどの子音（閉鎖音）は内破音として発音される。例えばselamat のtは破裂を伴わないため、日本人の耳には「スラマッ」と聞こえる。

### 母音
マレー語の母音は短母音が6種、加えて二重母音が3種ある。
- a /a/
- e /e/
- e /ə/
- i /i/
- o /o/
- u /u/

- ai /ai̯/
- au /au̯/
- oi /oi̯/（インドネシア語では/ʊi̯/）

発音の違う[e]と[ə]は同じeで綴られてしまうため文字上では区別ができず、単語ごとにいずれであるか覚える必要がある。
また綴り上の語末のaの発音は[ə]になる（cf. saya [sayə]）。
最終閉音節、または子音連続の直前のi,uの発音は[e],[o]になる。（cf.putih [puteh], duduk [dudoʔ]）。

## 文法

### 語順
マレー語の基本語順はSVOである。また修飾語は被修飾語の後ろに置かれる。
- Saya makan kari ayam.

私はチキンカレーを食べました。
この文ではsaya（私）がＳ、makan（食べる）がＶ、kari ayam（kari カレー ＋ ayam 鶏 ＝ チキンカレー）がＯである。
助動詞は基本的に動詞の直前に入る。
- Saya nak makan kari ayam.

私はチキンカレーを食べたいです。

通常、英語のbe動詞にあたるものはない。
- Saya orang Jepun.

私は日本人です。

ただし説明文では使用する場合がある。
cf. Jepun ialah negara Asia.
日本とはアジアの国である。

### 否定
否定語にはbukanかtidakを用いる。基本的に名詞句を否定する場合はbukanを、動詞・形容詞句を否定する場合はtidakを用いる。
- Saya bukan orang Malaysia.

私はマレーシア人ではありません。
- Saya tidak tulis surat ini.

私はこの手紙を書いてません。

### 接辞
マレー語は膠着語的特徴を主に持ち、態などは接辞により表現される。
また時制は文法に組み込まれていない。時制を示したい場合は助動詞や副詞を使用する。

#### 代表的な接頭辞
- meN- ：「～する」、能動態
- ber-　：「～である」、自動詞、状態動詞など
- ter-　：「～してしまう、～される」、当然、自発、偶発行為など
- peN- ：「～する人、物」、動作者
- ke-　：「～さ、～性、～される」、抽象名詞、被害受身など
- di-　：「～される」、受動態

#### 代表的な接尾辞
- -kan　：「～してあげる、～させる」、動詞
- -an　：「～もの」、名詞
- -kah, -ke（口語）　：「～ですか？」、疑問

### 一人称・二人称の受動態
一人称・二人称の受身表現は、受動接辞di- を使用せず、人称＋動詞語幹によって示される。
- Surat ini saya tulis.

この手紙は私に書かれました。
- Ibu saya menghantar surat yang saya tulis itu.

私の母は私の書いた手紙を送りました。

### 語の重複
マレー語では語を繰り返す表現（畳語）が頻出する。

#### 名詞の複数による重複
複数を示す場合、重複が起こる。
- buku-buku　：（複数の）本

同じカテゴリに属する多様な形質を持つものを示す場合は、２回目の頭子音が変化することがある。
- kuih-muih　：（さまざまな）菓子
- sayur-mayur　：（さまざまな）野菜

#### 単独では意味を成さないもの
畳語のみ存在し、単一では意味を成さない語もある。
- laba-laba　：蜘蛛(×laba)
- kanak-kanak　：子供たち(×kanak)

## 挨拶
- Assalamualaikum. こんにちは。（イスラム教徒の挨拶。時間は問わない。日常会話では「済みません」などの意味でも使用される。）
  - Waalaikumusalam. （Assalamualaikum.と言われたらこれで返事をする。）また、mualaikymusalamも使われることがある。
- Selamat pagi.　おはようございます。
- Selamat tengah hari.　こんにちは。（正午の挨拶）
- Selamat petang.　こんにちは。（午後～夕方の挨拶）
- Selamat malam.　おやすみなさい。
- Apa khabar?　ご機嫌いかがですか。（時間を問わず使用する。）

## 辞書
ここではこの言語の名称の問題には触れず、古くから研究者の間で知られる日本語対訳の辞書を出版の時代を限っていくつか紹介する。
1. 越智有（著）『馬日辞典』. 大正12(西暦1923)年. （台湾総督府内）南洋協会台湾支部発行.
2. 宮武正道（著）『日馬小辞典』. 昭和13(西暦1938)年. 岡崎屋書店発行.
3. 平岡閏三、ハヂー・ビン・ウォンチ（共著）『馬来―日本語字典』. 昭和15(西暦1940)年. （台湾総督府内）南洋協会台湾支部発行. 著者の一人ハヂー・ビン・ウォンチ(Bachee bin Wanchik)氏はマラヤ(当時)出身のマレー人である。
4. 藤野可護（著）『模範馬日辞典』. 昭和16(西暦1941)年. （シンガポール）花屋商会.
5. 武富正一（著）『馬来語大辞典』. 昭和17(西暦1942)年. 旺文社発行. 本辞典には机上版と縮刷版の2種類がある。
6. 岡本泰雄（編）『東亜辞典』. 昭和18(皇紀2603. 西暦1943)年. （シンガポール）昭南本願寺日本語塾発行.
7. 統治学盟（編）『標準 馬来語大辞典』. 昭和18(西暦1943)年. 博文館発行.
8. 上原訓藏（著）『日馬新辞典』. 昭和19(西暦1944)年. 晴南社発行.
9. 佐藤栄三郎（著）『インドネシヤ最新馬来語辞典』. 昭和19(西暦1944)年. 弘文社発行.

## 外来語
マレー語話者の大半はイスラム教徒だが、アラビア語由来、ペルシア語由来の外来語はあまり多くない。理由の一つに、マレー語は語根に接頭辞や接尾辞を加えることによって造語や、品詞変化が容易に出来るため、高等概念や抽象概念も固有語で表現することが比較的多いためである。第二に、それでも抽象的な概念や宗教的な用語は外来語に頼ることも多いが、マレー語にはイスラム教伝来以前に、インド文化を通してサンスクリット由来の外来語が多く入っているため、むしろそちらの語彙を使うことが多い。東南アジアではインド亜大陸に見られるような、インド文化とイスラム文化の衝突は起きなかったため、マレー語ではウルドゥー語のように、サンスクリット由来の外来語がアラビア語に置き換えられるようなことは、それほど多くはなかった。ペルシア語由来の外来語は一部の文化的語彙に限られる。西洋語からの借用語は英語からのものが多く、広東語などの中国語方言やタミル語などのインド系の諸言語からの外来語もある。
以上のことはインドネシア語にも当てはまるが、よりアラビア語由来の外来語が多いのが特徴である。また、英語からの外来語は少ない分、オランダ語、ポルトガル語からの外来語、またジャワ語などから流入した借用語が多いのもインドネシア語の特色といえる。

## その他
南アフリカのアフリカーンス語はオランダ語の変種とされるが、奴隷として連れてこられたマレー人の話していたマレー語の影響を受けている。